# Campeonato Asiático de Voleibol Masculino Sub-18 de 2022
O Campeonato Asiático de Voleibol Masculino Sub-18 de 2022 foi a 14ª edição deste torneio bienal organizado pela Confederação Asiática de Voleibol (AVC) em parceria com a Federação de Voleibol da República Islâmica do Irã (IRIVF). A competição ocorreu entre os dias 15 e 22 de agosto, em Teerã, Irã.
A seleção japonesa conquistou seu terceiro título continental ao vencer a seleção anfitriã por 3 sets a 0. Na disputa pelo terceiro lugar, a seleção indiana completou o pódio ao derrotar a seleção sul-coreana por 3 sets a 2. As quatro seleções semifinalistas garantiram vaga para o Campeonato Mundial Sub-19 de 2023. O ponteiro japonês Hiroki Bito foi eleito o melhor jogador da competição.

## Equipes participantes
As seguintes seleções foram qualificadas a disputar o Campeonato Asiático Sub-18 de 2022.
| Grupo | Equipe        | Última aparição |
| ----- | ------------- | --------------- |
| A     | China         | 2018            |
| A     | Irã           | 2018            |
| A     | Kuwait        | 2008            |
| A     | Taipé Chinês  | 2018            |
| B     | Coreia do Sul | 2018            |
| B     | Índia         | 2018            |
| B     | Japão         | 2018            |
| B     | Tailândia     | 2018            |

## Local das partidas
| Teerã, Irã            |
| Azadi Volleyball Hall |
| --------------------- |
|                       |
| Capacidade: 3 000     |

## Formato da disputa
Na fase classificatória, as oito equipes foram divididas em dois grupos, com todas as equipes enfrentando entre si. Ao término desta fase, todas as equipes avançaram para a fase final, esta em sistema eliminatório, onde as melhores equipes de cada grupo enfrentaram as piores equipes do outro grupo.

### Critérios de desempate
1. Número de vitórias
2. Número de pontos
3. Razão dos sets
4. Razão dos pontos
5. Resultado da última partida entre os times empatados

Partidas terminadas em 3–0 ou 3–1: 3 pontos para o vencedor, 0 pontos para o perdedor;

Partidas terminadas em 3–2: 2 pontos para o vencedor, 1 ponto para o perdedor.

## Fase classificatória
- Todas as partidas seguiram o horário local (UTC+3:30).

### Grupo A
|     |              |     | Jogos | Jogos | Jogos | Resultados | Resultados | Resultados | Resultados | Resultados | Resultados | Sets | Sets | Sets  | Pontos | Pontos | Pontos |
| Pos | Equipe       | Pts | T     | V     | D     | 3–0        | 3–1        | 3–2        | 2–3        | 1–3        | 0–3        | V    | P    | R     | V      | P      | R      |
| --- | ------------ | --- | ----- | ----- | ----- | ---------- | ---------- | ---------- | ---------- | ---------- | ---------- | ---- | ---- | ----- | ------ | ------ | ------ |
| 1   | Irã          | 9   | 3     | 3     | 0     | 3          | 0          | 0          | 0          | 0          | 0          | 9    | 0    | MAX   | 225    | 155    | 1.452  |
| 2   | China        | 6   | 3     | 2     | 1     | 2          | 0          | 0          | 0          | 0          | 1          | 6    | 3    | 2,000 | 217    | 193    | 1.124  |
| 3   | Taipé Chinês | 3   | 3     | 1     | 2     | 0          | 1          | 0          | 0          | 0          | 2          | 3    | 7    | 0.429 | 216    | 226    | 0.956  |
| 4   | Kuwait       | 0   | 3     | 0     | 3     | 0          | 0          | 0          | 0          | 1          | 2          | 1    | 9    | 0.111 | 161    | 245    | 0.657  |

| Data   | Hora  |              | Placar |              | Set 1 | Set 2 | Set 3 | Set 4 | Set 5 | Total | Relatório |
| ------ | ----- | ------------ | ------ | ------------ | ----- | ----- | ----- | ----- | ----- | ----- | --------- |
| 15 ago | 17:00 | Taipé Chinês | 3–1    | Kuwait       | 25–11 | 25–17 | 20–25 | 25–16 |       | 95–69 | Relatório |
| 16 ago | 17:00 | China        | 0–3    | Irã          | 21–25 | 17–25 | 22–25 |       |       | 60–75 | Relatório |
| 17 ago | 14:00 | China        | 3–0    | Taipé Chinês | 25–20 | 32–30 | 25–22 |       |       | 82–72 | Relatório |
| 17 ago | 17:00 | Irã          | 3–0    | Kuwait       | 25–12 | 25–21 | 25–13 |       |       | 75–46 | Relatório |
| 18 ago | 14:00 | China        | 3–0    | Kuwait       | 25–15 | 25–19 | 25–12 |       |       | 75–46 | Relatório |
| 18 ago | 17:00 | Irã          | 3–0    | Taipé Chinês | 25–15 | 25–18 | 25–16 |       |       | 75–49 | Relatório |

### Grupo B
|     |               |     | Jogos | Jogos | Jogos | Resultados | Resultados | Resultados | Resultados | Resultados | Resultados | Sets | Sets | Sets  | Pontos | Pontos | Pontos |
| Pos | Equipe        | Pts | T     | V     | D     | 3–0        | 3–1        | 3–2        | 2–3        | 1–3        | 0–3        | V    | P    | R     | V      | P      | R      |
| --- | ------------- | --- | ----- | ----- | ----- | ---------- | ---------- | ---------- | ---------- | ---------- | ---------- | ---- | ---- | ----- | ------ | ------ | ------ |
| 1   | Japão         | 6   | 3     | 3     | 0     | 0          | 0          | 3          | 0          | 0          | 0          | 9    | 6    | 1.500 | 320    | 292    | 1.096  |
| 2   | Índia         | 7   | 3     | 2     | 1     | 1          | 1          | 0          | 1          | 0          | 0          | 8    | 4    | 2,000 | 282    | 268    | 1.052  |
| 3   | Coreia do Sul | 4   | 3     | 1     | 2     | 1          | 0          | 0          | 1          | 0          | 1          | 5    | 6    | 0.833 | 236    | 238    | 0.992  |
| 4   | Tailândia     | 1   | 3     | 0     | 3     | 0          | 0          | 0          | 1          | 1          | 1          | 3    | 9    | 0.333 | 248    | 288    | 0.861  |

Nota: Japão ficou à frente da Índia pelo número de vitórias (JPN 3, IND 2).
| Data   | Hora  |               | Placar |               | Set 1 | Set 2 | Set 3 | Set 4 | Set 5 | Total   | Relatório |
| ------ | ----- | ------------- | ------ | ------------- | ----- | ----- | ----- | ----- | ----- | ------- | --------- |
| 15 ago | 11:30 | Japão         | 3–2    | Índia         | 25–20 | 25–23 | 23–25 | 21–25 | 15–13 | 109–106 | Relatório |
| 15 ago | 14:30 | Coreia do Sul | 3–0    | Tailândia     | 27–25 | 25–17 | 25–20 |       |       | 77–62   | Relatório |
| 16 ago | 11:30 | Índia         | 3–1    | Tailândia     | 25–21 | 24–26 | 27–25 | 25–23 |       | 101–95  | Relatório |
| 16 ago | 14:00 | Japão         | 3–2    | Coreia do Sul | 21–25 | 25–18 | 25–14 | 15–25 | 15–13 | 101–95  | Relatório |
| 17 ago | 11:30 | Tailândia     | 2–3    | Japão         | 15–25 | 25–22 | 17–25 | 25–23 | 9–15  | 91–110  | Relatório |
| 18 ago | 11:30 | Coreia do Sul | 0–3    | Índia         | 23–25 | 20–25 | 21–25 |       |       | 64–75   | Relatório |

## Fase final
- Todas as partidas seguiram o horário local (UTC+3:30).

|  | Quartas de final | Quartas de final |               |   | Semifinais     | Semifinais     |  |  | Final | Final |
|  |                  |                  |               |   |                |                |  |  |       |       |
|  | 20 de agosto     |                  |               |   |                |                |  |  |       |       |
|  |                  |                  |               |   |                |                |  |  |       |       |
|  | Japão            | 3                |               |   |                |                |  |  |       |       |
|  | Japão            | 3                | 21 de agosto  |   |                |                |  |  |       |       |
|  | Kuwait           | 0                |               |   |                |                |  |  |       |       |
|  | Kuwait           | 0                | Japão         | 3 |                |                |  |  |       |       |
|  | 20 de agosto     |                  | Japão         | 3 |                |                |  |  |       |       |
|  |                  | Coreia do Sul    | 1             |   |                |                |  |  |       |       |
|  | China            | Coreia do Sul    | 1             | 2 |                |                |  |  |       |       |
|  | China            |                  | 22 de agosto  | 2 |                |                |  |  |       |       |
|  | Coreia do Sul    | 3                |               |   |                |                |  |  |       |       |
|  | Coreia do Sul    | 3                | Japão         | 3 |                |                |  |  |       |       |
|  | 20 de agosto     |                  | Japão         | 3 |                |                |  |  |       |       |
|  |                  | Irã              | 0             |   |                |                |  |  |       |       |
|  | Índia            | Irã              | 0             | 3 |                |                |  |  |       |       |
|  | Índia            | 21 de agosto     |               | 3 |                |                |  |  |       |       |
|  | Taipé Chinês     | 1                |               |   |                |                |  |  |       |       |
|  | Taipé Chinês     | 1                | Índia         | 0 |                |                |  |  |       |       |
|  | 20 de agosto     |                  | Índia         | 0 |                |                |  |  |       |       |
|  |                  | Irã              | 3             |   | Terceiro lugar | Terceiro lugar |  |  |       |       |
|  | Irã              | Irã              | 3             | 3 | Terceiro lugar | Terceiro lugar |  |  |       |       |
|  | Irã              |                  | 22 de agosto  | 3 |                |                |  |  |       |       |
|  | Tailândia        | 1                |               |   |                |                |  |  |       |       |
|  | Tailândia        | 1                | Coreia do Sul | 2 |                |                |  |  |       |       |
|  |                  |                  |               |   |                |                |  |  |       |       |
|  | Índia            | 3                |               |   |                |                |  |  |       |       |
|  | Índia            | 3                |               |   |                |                |  |  |       |       |

|  | 5º–8º lugares | 5º–8º lugares |              |   | Quinto lugar | Quinto lugar |
|  |               |               |              |   |              |              |
|  | 21 de agosto  |               |              |   |              |              |
|  |               |               |              |   |              |              |
|  | Kuwait        | 0             |              |   |              |              |
|  | Kuwait        | 0             | 22 de agosto |   |              |              |
|  | China         | 3             |              |   |              |              |
|  | China         | 3             | China        | 3 |              |              |
|  | 21 de agosto  |               | China        | 3 |              |              |
|  |               | Taipé Chinês  | 2            |   |              |              |
|  | Taipé Chinês  | Taipé Chinês  | 2            | 3 |              |              |
|  | Taipé Chinês  |               |              | 3 |              |              |
|  | Tailândia     | 1             |              |   |              |              |
|  | Tailândia     | 1             | Sétimo lugar |   |              |              |
|  |               |               |              |   |              |              |
|  | 22 de agosto  |               |              |   |              |              |
|  |               |               |              |   |              |              |
|  | Kuwait        | 1             |              |   |              |              |
|  | Kuwait        | 1             |              |   |              |              |
|  | Tailândia     | 3             |              |   |              |              |

### Quartas de final
| Data   | Hora  |       | Placar |               | Set 1 | Set 2 | Set 3 | Set 4 | Set 5 | Total   | Relatório |
| ------ | ----- | ----- | ------ | ------------- | ----- | ----- | ----- | ----- | ----- | ------- | --------- |
| 20 ago | 09:00 | China | 2–3    | Coreia do Sul | 22–25 | 25–23 | 22–25 | 25–22 | 13–15 | 107–110 | Relatório |
| 20 ago | 11:30 | Índia | 3–1    | Taipé Chinês  | 25–19 | 25–14 | 25–27 | 25–23 |       | 100–83  | Relatório |
| 20 ago | 14:00 | Japão | 3–0    | Kuwait        | 25–21 | 25–18 | 25–12 |       |       | 75–51   | Relatório |
| 20 ago | 17:00 | Irã   | 3–1    | Tailândia     | 24–26 | 25–13 | 25–19 | 25–15 |       | 99–73   | Relatório |

### 5º–8º lugares
| Data   | Hora  |              | Placar |           | Set 1 | Set 2 | Set 3 | Set 4 | Set 5 | Total | Relatório |
| ------ | ----- | ------------ | ------ | --------- | ----- | ----- | ----- | ----- | ----- | ----- | --------- |
| 21 ago | 09:00 | China        | 3–0    | Kuwait    | 25–18 | 25–22 | 25–18 |       |       | 75–58 | Relatório |
| 21 ago | 11:30 | Taipé Chinês | 3–1    | Tailândia | 21–25 | 25–22 | 26–24 | 25–20 |       | 97–91 | Relatório |

### Semifinais
| Data   | Hora  |               | Placar |       | Set 1 | Set 2 | Set 3 | Set 4 | Set 5 | Total  | Relatório |
| ------ | ----- | ------------- | ------ | ----- | ----- | ----- | ----- | ----- | ----- | ------ | --------- |
| 21 ago | 14:00 | Coreia do Sul | 1–3    | Japão | 39–37 | 22–25 | 21–25 | 14–25 |       | 96–112 | Relatório |
| 21 ago | 17:00 | Índia         | 0–3    | Irã   | 15–25 | 19–25 | 18–25 |       |       | 52–75  | Relatório |

### Sétimo lugar
| Data   | Hora  |        | Placar |           | Set 1 | Set 2 | Set 3 | Set 4 | Set 5 | Total | Relatório |
| ------ | ----- | ------ | ------ | --------- | ----- | ----- | ----- | ----- | ----- | ----- | --------- |
| 22 ago | 09:00 | Kuwait | 1–3    | Tailândia | 25–23 | 18–25 | 8–25  | 17–25 |       | 68–98 | Relatório |

### Quinto lugar
| Data   | Hora  |       | Placar |              | Set 1 | Set 2 | Set 3 | Set 4 | Set 5 | Total   | Relatório |
| ------ | ----- | ----- | ------ | ------------ | ----- | ----- | ----- | ----- | ----- | ------- | --------- |
| 22 ago | 11:30 | China | 3–2    | Taipé Chinês | 25–16 | 15–25 | 18–25 | 25–20 | 17–15 | 100–101 | Relatório |

### Terceiro lugar
| Data   | Hora  |               | Placar |       | Set 1 | Set 2 | Set 3 | Set 4 | Set 5 | Total   | Relatório |
| ------ | ----- | ------------- | ------ | ----- | ----- | ----- | ----- | ----- | ----- | ------- | --------- |
| 22 ago | 14:00 | Coreia do Sul | 2–3    | Índia | 20–25 | 21–25 | 28–26 | 25–19 | 12–15 | 106–110 | Relatório |

### Final
| Data   | Hora  |       | Placar |     | Set 1 | Set 2 | Set 3 | Set 4 | Set 5 | Total | Relatório |
| ------ | ----- | ----- | ------ | --- | ----- | ----- | ----- | ----- | ----- | ----- | --------- |
| 22 ago | 17:00 | Japão | 3–0    | Irã | 25–22 | 25–22 | 25–23 |       |       | 75–67 | Relatório |

## Classificação final
| Posição | Equipe        |
| ------- | ------------- |
|         | Japão         |
|         | Irã           |
|         | Índia         |
| 4       | Coreia do Sul |
| 5       | China         |
| 6       | Taipé Chinês  |
| 7       | Tailândia     |
| 8       | Kuwait        |

|  | Equipes classificadas para o Campeonato Mundial Sub-19 de 2023 |

## Premiações
| Campeonato Asiático Sub-18 de 2022 |
| Japão                              |
| ---------------------------------- |
| Japão Campeão (3º título)          |

### Individuais
Os atletas que se destacaram individualmente foramː
| - Most Valuable Player (MVP) Hiroki Bito - Melhor Oposto Aryan Baliyan - Melhor Levantador Emran Kook Jili - Melhor Líbero Sena Kameoka | - Melhores Ponteiros Shunta Ono Seyyed Matin Hosseini - Melhores Centrais Taha Behboudnia Kush Singh |